# Mikołaj Bajerski

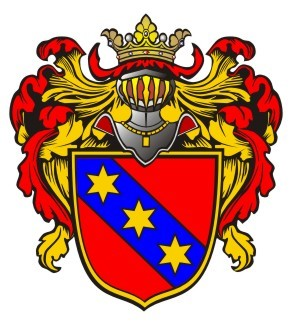
Bajerski – herb własny

Mikołaj Bajerski von Beyersee herbu własnego, współzałożyciel i jeden z przywódców Związku Pruskiego, pierwszy starosta radzyński (chełmiński).

## Biografia
Urodzony ok. 1394 roku w Beyersee (Dolna Frankonia, Bawaria), żonaty z Dorotą (Ortey) z domu Schade. Zmarł ok. 1460 roku w Beyersee obecnie Bajerze, gmina Kijewo Królewskie. 16 lipca 1421 roku wielki mistrz Zakonu krzyżackiego Michał Küchmeister von Sternberg po raz kolejny nadał na prawie magdeburskim rycerzowi Mikołajowi von Beyersee z Leszcza, wieś Beyersee, na wspomożenie dóbr Kijewa Szlacheckiego, z obowiązkiem daniny: 1 korca żyta i korca pszenicy od radła, 1 funta wosku oraz 1 denara kolońskiego, wartowego i schalwenskornu. Za otrzymane nadania od Zakonu krzyżackiego Komturii Człuchowskiej i Starogrodzkiej był zobowiązany do 2 służb w zbroi lekkiej. Był współzałożycielem i jednym z przywódców Związku Pruskiego, jest wymieniony w jego statucie i akcie erekcyjnym. Określano go jako najbardziej radykalnego lidera Związku Pruskiego. Od 1451 roku był wielokrotnym członkiem delegacji Związku Pruskiego do wielkiego mistrza Zakonu krzyżackiego Ludwiga von Erlichshausen, od 1452 roku do cesarza, a od 1453 roku pełnomocnikiem Związku w kontaktach z królem polskim Kazimierzem IV Jagiellończykiem. Był w sporze prawnym z Zakonem krzyżackim o konfiskatę jego dóbr. 1 sierpnia 1452 roku Jakub Skolim w imieniu swoim i Mikołaja Bajerskiego proponował wielkiemu mistrzowi Ludwikowi von Erlichshausen, żeby król polski Kazimierz IV Jagiellończyk i jego Rada zostali sędziami polubownymi. Do ugody jednak nie doszło i w 1453 roku Mikołaj Bajerski wniósł sprawę przeciwko Zakonowi przed sąd cesarski. 17 sierpnia 1452 roku wielki mistrz Zakonu krzyżackiego Ludwig von Erlichshausen informował w swoim liście króla Kazimierza IV Jagiellończyka o zamiarze sprzedaży swoich dóbr przez Mikołaja von Beyerszee oraz innych, którzy chcieli się przesiedlić do Polski. Od 24 sierpnia 1454 roku do 15 lipca 1459 roku był pierwszym starostą radzyńskim (chełmińskim). Po upadku państwa zakonu krzyżackiego należał do rządu kierowanego przez gubernatora Prus Jana Bażyńskiego (Hansa von Baysen). 